# Sony SLT-A35
Sony Alpha SLT-A35 — SLT фотокамера фирмы Sony. От традиционных DSLR отличается наличием полупрозрачного неподвижного зеркала вместо «прыгающего» зеркала. Данная камера выпущена на замену Sony SLT-A33.
Основные отличия
Камера А35 с одной стороны является более новой относительно А33, но с другой стороны она упрощена в целях снижения стоимости и разведения по функциональности относительно А55.
Непосредственные отличия:
- Новая матрица. Она даёт не только больше разрешение и меньше шумов, но значительное снижение энергопотребления.
- Увеличение количества отснятых фотографий на одном заряде аккумулятора 420 против 270.
- Увеличение времени съёмки видео без перегрева (с включённым стабилизатором А33 не работала более 10 минут).
- Отсутствие поворотного экрана.
- Отсутствие электронного уровня.
- Буфер для серийной съемки в RAW уменьшился с 7 до 6 кадров.